# Noedelman-Soeranov NS-37

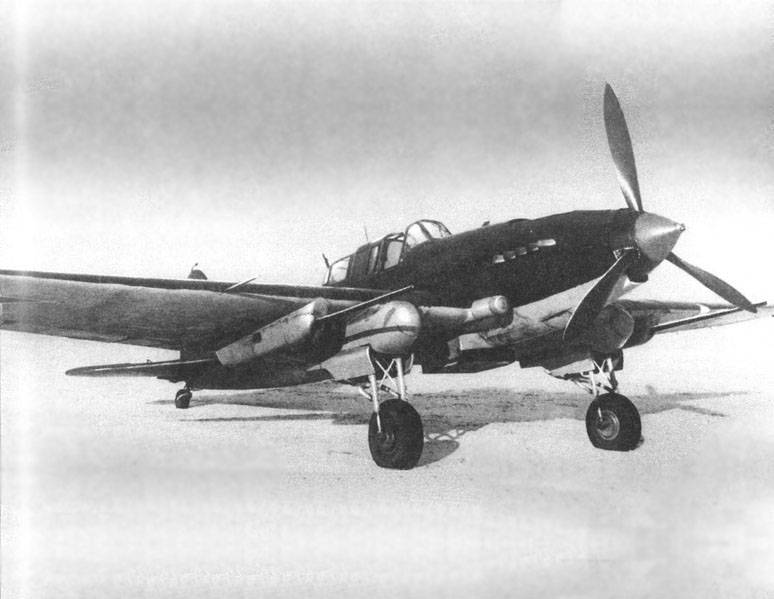
De NS-37 te Moskou in maart 1943 onder de vleugels van een Iljoesjin Il-2

De Noedelman-Soeranov NS-37 (Russisch: Нудельман - Суранов НС-37) was een snelvuurkanon van kaliber 37 mm in 1941 door Noedelman en Soeranov ontworpen om de onbetrouwbare Sjpitalni Sj-37 te vervangen als boordgeschut op jachtvliegtuigen van de luchtmacht van de Sovjet-Unie in de Tweede Wereldoorlog. Izjmasj produceerde er 6833 van tussen 1942 en 1945.

## Specificaties
- Aantal lopen: 1
- Terugslag: ja
- Massa: 170 kg
- Lengte: 3410 mm
- Lengte loop: 2300 mm
- Breedte: 215 mm
- Hoogte 415 mm
- Granaten: 37 mm x 198 mm
- Vuursnelheid: 260 schoten/min
- Mondingssnelheid: 900 m/s

## Vliegtuigen
Het werd gemonteerd  in de V van de Klimov V-motoren van de Lavotsjkin LaGG-3 en de Jakovlev Jak-9 en onder de vleugels van de Iljoesjin Il-2.

## Effectiviteit
Het zwaar kaliber was bedoeld om bommenwerper of een tank uit te schakelen met een enkele treffer. De lage vuursnelheid en de hevige terugslag maakten het moeilijk om te treffen: alleen het eerste schot van een salvo was gericht.
Zwaardere tanks konden enkel uitgeschakeld worden onder hoeken boven 40°, moeilijk haalbaar in een gevecht.
Om die redenen werd de NS-37 in 1946 vervangen door de Noedelman N-37 die een lichtere granaat 37 mm × 155 mm gebruikte.